# Теа Раше
Теодора Раше (12 серпня 1899 — 25 лютого 1971) — перша в Німеччині жінка-пілот вищого пілотажу.

## Біографія
Раше народилася в Унні у родині власника броварні Вільгельма Раше та його дружини Теодори Верстіг з Неймегена. Вона була однією з чотирьох дітей. Після відвідування жіночої школи в Ессені, вона провела рік у школі-інтернаті в Дрездені, а потім пішла в сільську жіночу школу в Місбаху.
Після школи Раше працювала секретарем у Гамбурзі. Там вона зацікавилася польотами та в 1924 році почала брати уроки у пілота Пауля Боймера у Фульсбюттелі. У 1925 році вона отримала ліцензію пілота і невдовзі стала першою німкенею, яка склала іспит на пілотаж, керуючи літаком Udet U 12 Flamingo. Після цього вона неодноразово брала участь як пілот в авіаційних шоу та змаганнях у Німеччині.
У 1927 році її батько купив їй власний біплан Udet Flamingo (серійний номер D-1120), і Раше вирушила у подорож. Спочатку вона полетіла з Берліна до Парижа, де зустрілась з Річардом Бердом, потім до Лондона. Потім вона полетіла до Саутгемптона, де Хуан де ла С'єрва допоміг у завантаженні її літака на борт лайнера «Leviathan» для подорожі до Нью-Йорка.
У Сполучених Штатах Раше брала участь у кількох змаганнях. 12 серпня 1927 року, повертаючись до Нью-Йорка, вона спробувала пролетіти під мостом в Олбані, але через відмову двигуна була змушена приводнитися в річку Гудзон Літак потонув, але на щастя, він був повністю застрахований, і незабаром вона отримала з Німеччини заміну (серійний номер D-1229). 28 вересня 1927 року цей літак через відмову двигуна впав в аеропорту Деннісон у Квінсі; льотчиця не постраждала, але літак отримав незначні пошкодження.
У 1927 і 1928 роках вона повернулася до Сполучених Штатів і спробувала організувати політ назад до Німеччини через Атлантичний океан, але ці плани не здійснилися через відсутність фінансових спонсорів.
У 1929 році Раше взяла участь у жіночому повітряному дербі (більш відоме під жартівливою назвою «Пудреничне дербі», англ. «Powder Puff Derby») — першій офіційній авіагонці лише для жінок у Сполучених Штатах.
Раше була учасницею групи Дев'яносто дев'ять — організацію жінок-пілотів, які боролися за розвиток жінок в авіації. Також вона стала першою жінкою, яка вступила до клубу Quiet Birdmen.
Раше брала участь у подальших авіаційних заходах у Німеччині, і в 1932 році вона стала першою жінкою Німеччини, яка отримала ліцензію на гідролітак. Однак матеріальні труднощі змусили її залишити кар'єру льотчиці, й з 1933 року вона працювала редактором журналу «Flug-Illustrierten». У 1934 році вона літала як пасажир з Англії до Австралії на борту Douglas DC-2, щоб зробити репортаж про Авіаперегони МакРобертсона. У 1935 році вона стала журналістом-фрілансером.
В 1933 році Раше приєдналася до нацистської партії, трохи згодом — до НСФК. Під час Другої світової війни Раше залишилася в Німеччині, в 1945 році навчалася на курсах медсестер. У травні 1947 року вона постала перед Трибуналом з денацифікації в Берліні, який постановив, що вона була лише номінальним членом партії.
Після війни до 1953 року Раше жила в США, потім повернулася до Німеччини. Померла вона у Рюттеншайді, Ессен, 25 лютого 1971 року.
У Німеччині є три вулиці, названі на її честь: Thea-Rasche-Straße у Франкфурті, Thea-Rasche-Weg у Фройденштадті та Thea-Rasche-Zeile у Берліні, неподалік від аеропорту Гатов.